# Wojskowe Zakłady Motoryzacyjne

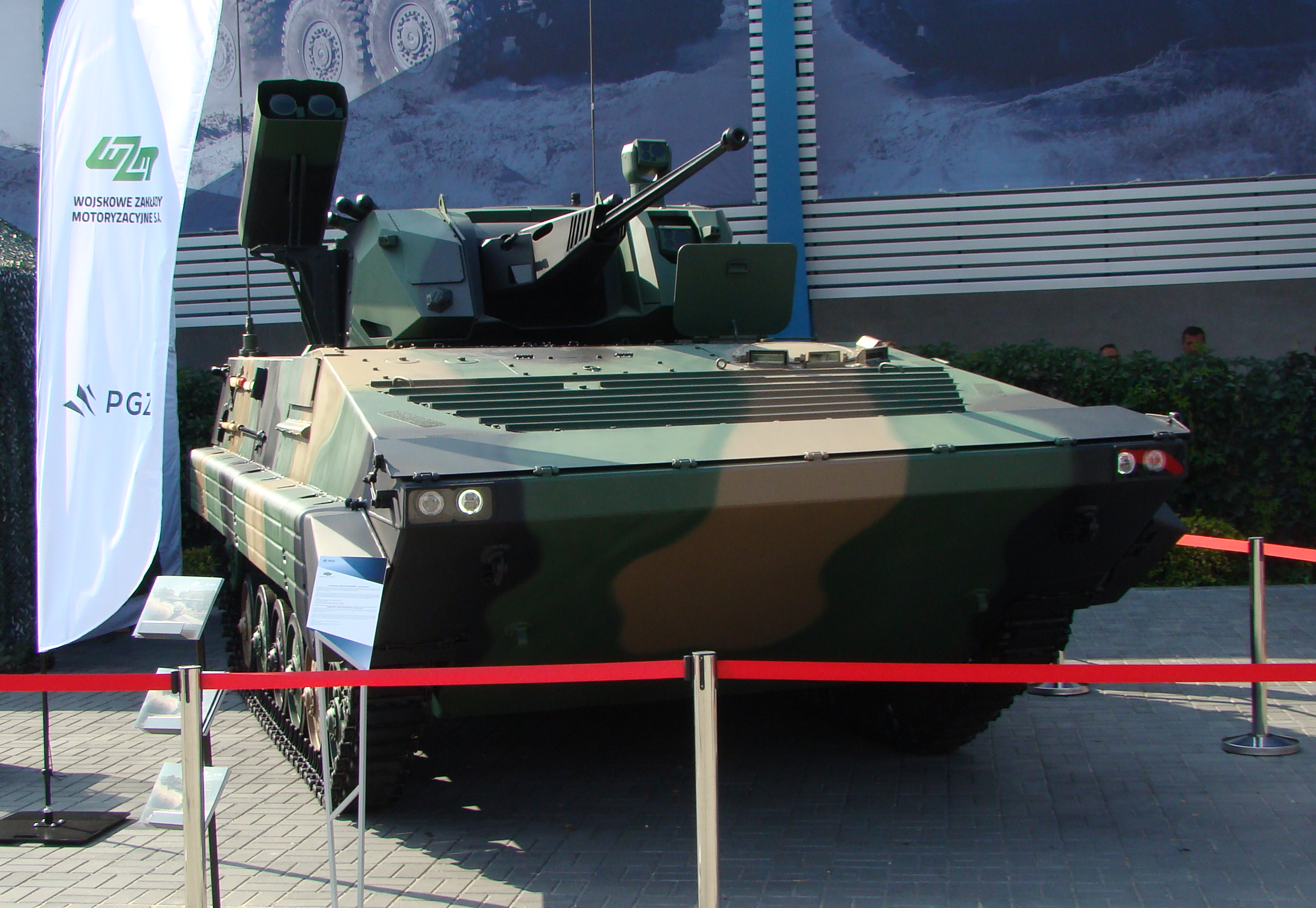
Polski prototyp przebudowanego BWP-1 Wojskowych Zakładów Motoryzacyjnych na MSPO 2021.

Wojskowe Zakłady Motoryzacyjne S.A. (WZM) – przedsiębiorstwo zbrojeniowe założone w 1945 r. w Poznaniu jako Wojskowe Zakłady Motoryzacyjne nr 5. Spółka wchodzi w skład Polskiej Grupy Zbrojeniowej i specjalizuje się w modernizacji i remontach sprzętu pancernego i innych pojazdów wojskowych. Od 2000 r. przedsiębiorstwo posiada certyfikat Systemu Zapewniania Jakości ISO-9001 i AQAP-110.
Wojskowe Zakłady Motoryzacyjne nr 5 działały w formie przedsiębiorstwa państwowego. 5 listopada 2007 roku Minister Skarbu Państwa dokonał komercjalizacji przedsiębiorstwa, przekształcając je w spółkę akcyjną Wojskowe Zakłady Motoryzacyjne S.A., wpisaną do Krajowego Rejestru Sądowego 14 grudnia 2007 roku. Do 2014 roku Skarb Państwa był jedynym akcjonariuszem.
W 2002 roku WZM opracowały prototyp kołowego transportera opancerzonego Ryś, wywodzącego się z modernizacji transportera SKOT, produkowanego następnie w małej serii.
Dnia 18.06.2019 na terenie WZM S.A. otwarto Centrum Serwisowo-Logistyczne czołgów Leopard 2.
W 2022 roku prezes Polskiej Grupy Zbrojeniowej Sebastian Chwałek poinformował, że zostanie tutaj zlokalizowana produkcja koreańskich czołgów K2.
W lutym 2024 roku ogłoszono, że firma stanie się Regionalnym Centrum Kompetencyjnym dla czołgów M1 Abrams.